# Тавежнянська сільська рада
Таве́жнянська сільська́ ра́да — адміністративно-територіальна одиниця та орган місцевого самоврядування в Сахновщинському районі Харківської області. Адміністративний центр — село Тавежня.

## Загальні відомості
Тавежнянська сільська рада утворена в 1924 році.
- Територія ради: 68,83 км²
- Населення ради: 780 осіб (станом на 2001 рік)
- Територією ради протікає річка Оріль.

## Населені пункти
Сільській раді підпорядковані населені пункти:
- с. Тавежня
- с. Скиртяне
- с. Судиха
- с. Чапаєвка
- с. Шевченкове

## Склад ради
Рада складається з 14 депутатів та голови.
- Голова ради: Соболевська Наталія Вікторівна
- Секретар ради: Сахарнацька Катерина Андріївна

### Керівний склад попередніх скликань
| Прізвище, ім'я, по батькові    | Основні відомості                                                                       | Дата обрання | Дата звільнення |
| ------------------------------ | --------------------------------------------------------------------------------------- | ------------ | --------------- |
| Бережний Віталій Миколайович   | Сільський голова, 1974 року народження, член Партії регіонів                            | 26.03.2006   | 31.10.2010      |
| Соболевська Наталія Вікторівна | Сільський голова, 1968 року народження, освіта середня спеціальна, член Партії регіонів | 31.10.2010   | 06.11.2015      |

Примітка: таблиця складена за даними сайту Верховної Ради України

### Депутати
За результатами місцевих виборів 2010 року депутатами ради стали:

#### За суб'єктами висування
| Суб'єкт висування                                       | Кількість обраних депутатів | %    |
| ------------------------------------------------------- | --------------------------- | ---- |
| Партія регіонів                                         | 4                           | 28,6 |
| Самовисування                                           | 4                           | 28,6 |
| Політична партія Всеукраїнське об'єднання «Батьківщина» | 2                           | 14,3 |
| Політична партія «Сильна Україна»                       | 2                           | 14,3 |
| Комуністична партія України                             | 1                           | 7,1  |
| Соціалістична партія України                            | 1                           | 7,1  |

#### За округами
| № округу                                                | Прізвище, ім'я, по батькові    | Дата визнання обраним | Освіта             | Партійна приналежність                        | Відомості про обраного депутата                        |
| ------------------------------------------------------- | ------------------------------ | --------------------- | ------------------ | --------------------------------------------- | ------------------------------------------------------ |
| Комуністична партія України                             |                                |                       |                    |                                               |                                                        |
| 5                                                       | Пустовойтенко Микола Іванович  | 03.11.2010            | середня спеціальна | позапартійний                                 | Тавежнянська загальноосвітня школа I-III ст., опалювач |
| Партія регіонів                                         |                                |                       |                    |                                               |                                                        |
| 2                                                       | Чорна Алла Григорівна          | 03.11.2010            | середня спеціальна | позапартійна                                  | Тавежнянська сільська рада, головний бухгалтер         |
| 3                                                       | Масальська Наталія Дмитрівна   | 03.11.2010            | середня спеціальна | член Партії регіонів                          | Тавежнянська сільська рада, інспектор-землемір         |
| 6                                                       | Гураль Надія Анатоліївна       | 03.11.2010            | середня            | позапартійна                                  | Агрофірма «Санрайз», сторож                            |
| 8                                                       | Касянчик Любов Василівна       | 03.11.2010            | середня спеціальна | член Партії регіонів                          | Агрофірма «Санрайз», завідувачка їдальні               |
| Політична партія Всеукраїнське об'єднання «Батьківщина» |                                |                       |                    |                                               |                                                        |
| 11                                                      | Ткаченко Наталія Іванівна      | 03.11.2010            | середня            | позапартійна                                  | тимчасово не працює                                    |
| 14                                                      | Синичич Василь Іванович        | 03.11.2010            | середня спеціальна | член Всеукраїнського об'єднання «Батьківщина» | АФ Санрайз, водій                                      |
| Політична партія «Сильна Україна»                       |                                |                       |                    |                                               |                                                        |
| 10                                                      | Лобода Ірина Вікторівна        | 03.11.2010            | середня спеціальна | позапартійна                                  | тимчасово не працює                                    |
| 13                                                      | Білик Леонід Петрович          | 03.11.2010            | середня            | позапартійний                                 | тимчасово не працює                                    |
| Соціалістична партія України                            |                                |                       |                    |                                               |                                                        |
| 4                                                       | Саленко Олександр Іванович     | 03.11.2010            | середня спеціальна | член Соціалістичної партії України            | тимчасово не працює                                    |
| Самовисування                                           |                                |                       |                    |                                               |                                                        |
| 1                                                       | Баштрюк Надія Іванівна         | 03.11.2010            | середня спеціальна | позапартійна                                  | АФ «Санрайз», охоро-нець                               |
| 7                                                       | Сахарнацька Катерина Андріївна | 03.11.2010            | середня            | позапартійна                                  | Будинок Культури с. Тавежня, директор                  |
| 9                                                       | Савицька Лариса Іванівна       | 03.11.2010            | середня            | позапартійна                                  | тимчасово не працює                                    |
| 12                                                      | Дацов Віктор Іванович          | 03.11.2010            | середня            | позапартійний                                 | АФ Санрайз                                             |